# Nattastunturit
Nattastunturit är en bergskedja i Finland. Den ligger i Sodankylä kommun i landskapet Lappland, i den norra delen av landet, 900 km norr om huvudstaden Helsingfors.